# Sick Boy
Sick Boy är det andra studioalbumet av den amerikanska DJ-duon The Chainsmokers. Albumet släpptes en singel i varje månad under 2018 förutom Maj och Juni, och släpptes i sin helhet den 14 december 2018.
Albumet innehåller ett samarbete med svenska Winona Oak, med flera.

## Låtlista[3]
| 1.           | This Feeling (med Kelsea Ballerini) | 3:17  |
| 2.           | Beach House                         | 3:26  |
| 3.           | Hope (med Winona Oak)               | 3:00  |
| 4.           | Somebody (med Drew Love)            | 3:41  |
| 5.           | Side Effects (med Emily Warren)     | 2:52  |
| 6.           | Sick Boy                            | 3:13  |
| 7.           | Everybody Hates Me                  | 3:43  |
| 8.           | Siren (med Aazar)                   | 2:54  |
| 9.           | You Owe Me                          | 3:10  |
| 10.          | Save Yourself (med NGHTMRE)         | 3:30  |
| Total längd: | Total längd:                        | 32:46 |

## Singlar[4]
1. Sick Boy (17 januari 2018)
2. You Owe Me (16 februari 2018)
3. Everybody Hates Me (16 mars 2018)
4. Somebody (med Drew Love) (20 april 2018)
5. Side Effects (med Emily Warren) (27 juli 2018)
6. Save Yourself (med NGHTMRE) (24 augusti 2018)
7. This Feeling (med Kelsea Ballerini) (18 september 2018)
8. Siren (med Aazar) (26 oktober 2018)
9. Beach House (16 november 2018)
10. Hope (med Winona Oak) (14 december 2018)